# Rolf Elofsson
Rolf Göte Ingemar Elofsson, född 21 maj 1930 i Trollhättan, är en svensk zoolog. 
Elofsson disputerade för filosofie doktorsgraden vid Lunds universitet 1966 på avhandlingen The Nauplius Eye and Frontal Organs in Crustacea. Han utnämndes till professor i strukturell zoologi vid samma universitet 1980.